# Cechovní přímus
Cechovní přímus bylo ve středověku jedno z nejvýznamnějších cechovních práv, které ukládalo řemeslníkům být povinně členy cechovního společenství. Bez členství v cechu nebylo možné až do roku 1754 živnost provozovat. Členství v cechovních organizacích zaniklo v Rakouském císařství definitivně až v roce 1859 zrušením cechů a zavedením rakouského obchodního zákoníku.

## Charakteristika
Povinné členství zaručovalo, že dané povolání mohli vykonávat pouze členové daného cechu. Přímus tak na jedné straně sloužil jako ochrana před konkurencí omezením počtu mistrů v daném městě a předepsaným počtem vyučených tovaryšů, nicméně na straně druhé vedl k výraznému omezování talentovaných tovaryšů a k protekcionismu, kdy řemeslo přecházelo dědičně z otce na syna. Na přelomu 16. a 17. století se cechy začaly vzhledem k hospodářské stagnaci více uzavírat a ztěžovat přístup novým členům – zvyšovaly se nároky na délku učení, na tzv. mistrovské kusy, kterým kandidát o členství prokazoval svou zdatnost, i na výši vstupních poplatků.
V německých zemích se o modernizaci řemeslných právních předpisů hovořilo bez výsledku od 17. a 18. století. Velká francouzská revoluce ve Francii přinesla úplné zrušení cechovního přímusu a pod jejím vlivem ke stejnému kroku došlo ve Švýcarsku v roce 1798, kde byl ale později opět částečně obnoven.
V Rakousku v 18. století byly cechy omezeny několika patenty. Od roku 1725 mohl tovaryš obdržet mistrovské právo také úředním dekretem. Generální cechovní patent z roku 1731 zakazoval cechům určovat počty učedníků či tovaryšů v dílnách a generální cechovní artikule měly centrálně nahradit dosavadní cechovní statuta a sjednotit tak pravidla fungování cechu v celé zemi. V roce 1754 byl vydán úplný zákaz přímusu. Zákonem z 20. prosince 1859 byly cechy zcela zrušeny a nahrazeny živnostenskými společenstvy.
V německých zemích byl přímus omezen v roce 1810 zavedením volného obchodu a živnostenský řád Severoněmeckého spolku z roku 1869 povinné členství v Německu z větší části zrušil.